# 寺口淳治
寺口 淳治（てらぐち じゅんじ、1962年 - ）は、日本のキュレーター、美術評論家。広島市現代美術館館長。大阪府大阪市出身。倫雅美術奨励賞受賞者。

## 経歴
大阪府大阪市に生まれる。関西大学卒業。その後、岡山県井原市の平櫛田中美術館で学芸員になる。
和歌山県立近代美術館へ移った際に、学芸課長に就任。
2012年、『田中恭吉　ひそめるもの』（玲風書房、2012年）で第25回倫雅美術奨励賞を受賞。
2021年には、2020年より休館していた広島市立現代美術館の館長に就任した。2023年には同館で「ないてもOK」とし、ベビーカー アートナビ・ツアーを開始した。その際「現代美術は子供と相性がいい」と話した。